# Zadelgroefbij
De zadelgroefbij of roodpootgroefbij (Lasioglossum rufitarse) is een vliesvleugelig insect uit de familie Halictidae.

## Naam
De wetenschappelijke naam van de soort is voor het eerst geldig gepubliceerd in 1838 door Johan Wilhelm Zetterstedt. De soortaanduiding rufitarse betekent vrij vertaald 'rode voeten'.

## Voorkomen
De zadelgroefbij is een bewoner van noordelijk gelegen bergstreken en leeft op open plekken. In Nederland werd de soort als niet bedreigd beschouwd maar wordt tegenwoordig beschouwd als een bedreigde diersoort. De bij staat op de rode lijst bijen en heeft de status 'ernstig bedreigd'. De sterke afname van de zadelgroefbij is mogelijk het gevolg van klimaatverandering.